# Philipp Anton Hirsch
Philipp Anton Hirsch (geb. 18. Dezember 1793; gest. 31. Dezember 1846 in Weimar) war ein deutscher Bauunternehmer in Weimar.
Hirsch war wesentlich an der westlichen und südlichen Stadterweiterung Weimars durch Mietwohnungsbau beteiligt. So heißt es in der Geschichte der Stadt Weimar: „Die emsige Bautätigkeit fand seit 1820 auf dem Hintergrund einer ausgedehnten Bauspekulation statt. Ihre Träger waren die Maurermeister Louis Graf, Johann Adam Menge und Philipp Anton Hirsch, die bereits den Weg zum kapitalistischen Bauunternehmer einschlugen.“ Diese neuen Wirtschaftsmethoden wurden gegen den Widerstand des traditionellen Zunfthandwerks durchgesetzt, deren Beschwerden von ministerieller Seite abgewiesen wurden. Für den sachsen-weimarischen Baurat Clemens Wenzeslaus Coudray waren die Spekulationen der oben genannten Bauunternehmer insofern bedeutsam, weil in diesem Gebiet der Stadt Weimar dessen Tätigkeit in Weimar begonnen hatte.
Sein Grab befindet sich auf dem Hauptfriedhof Weimar.